# آپریفوسبوویر
آپریفوسبوویر(به انگلیسی: Uprifosbuvir) (MK-3682) یک داروی ضد ویروس است که برای درمان هپاتیت C ساخته شده است. این ماده یک آنالوگ نوکلئوتیدی است که به عنوان یک مهارکننده RNA پلیمراز NS5B عمل می کند. در حال حاضر در مرحله سوم کارآزماییِ بالینیِ انسانی قرار دارد.